# Nacional-democracia (Ucrânia)
Nacional-democracia (em ucraniano: Варатонал-демократия; romanizado: Natsional-demokratiia) é uma ideologia política da Ucrânia. É geralmente atlanticista e pró-europeísmo na política externa, sendo cética em relação ao estreitamento das relações com a Rússia. Internamente, é social e economicamente liberal, bem como anticomunista. Está posicionada na centro-direita do espectro político, tendo estado historicamente na esquerda.
A nacional-democracia foi precedida pelo movimento dissidente ucraniano durante a Era da Estagnação. Tradicionalmente, tem sido particularmente popular na Ucrânia Ocidental, bem como, em menor grau, na Ucrânia Central. Dois presidentes da Ucrânia foram associados à nacional-democracia, Viktor Yushchenko e Petro Poroshenko.

## História

### Criação, República Popular da Ucrânia e período entreguerras
A nacional-democracia teve origem no final do século XIX, quando Ivan Franko e Yulian Bachynsky, dois políticos ucranianos de esquerda e figuras culturais da Áustria-Hungria, desenvolveram a ideologia. Posteriormente, espalhou-se na Ucrânia do Dniepre, então sob o Império Russo, e rapidamente se tornou a principal ideologia revolucionária entre os ucranianos que viviam no império. Stanislav Dnistrianskyi, um dos principais ideólogos da nacional-democracia durante esse período, expressou a opinião de que os estados estabelecidos com base na etnia possuíam culturas únicas de Estado. De acordo com Dnistrianskyi, a cultura estatal ucraniana baseava-se principalmente na defesa da população local contra o domínio estrangeiro, o que ele alegou estar em contraste com os estados da Europa Ocidental da época. Os nacionais-democratas estabeleceram a República Popular da Ucrânia em 1917.
Durante o período entreguerras, os nacionais-democrats mudaram da esquerda para o centro político sob a Segunda República Polonesa. O Aliança Nacional-Democrata Ucraniana, o maior partido dessa orientação, participou nas eleições polonesas. Nesse momento, a ideologia ficou ameaçada pelo aumento do interesse no comunismo pela esquerda e nacionalismo ucraniano pela direita. A última ideologia inspirou-se mais no Movimento Hetmanato e nacionalismo integral, buscando estabelecer um movimento de massas conservador.

### Ressurgimento e Chornovil
A nacional-democracia começou a ser reformulada na época das Revoluções de 1989, com a formação do Movimento Popular da Ucrânia (ou Rukh), inspirando-se no lituano Sąjūdis e o polonês Solidariedade. Liderando o Revolução Ucraniana de 1989–1991, os nacionais-democratas encontraram a sua primeira grande vitória com a Declaração de Independência da Ucrânia, que foi confirmada pelo referendo sobre a independência da Ucrânia em 1991. Após esses acontecimentos, os antigos dissidentes e ativistas dos direitos humanos que constituíam o movimento nacional-democrata começaram a organizar-se sob o lema "construir o Estado".
Os primeiros sucessos da renovada nacional-democracia foram seguidos por uma fragmentação e enfraquecimento do movimento nacional-democrata. As razões para isso foram atribuídas pelo político nacional-democrata Volodymyr Filenko à independência ucraniana reduzindo o apelo do movimento, enquanto jornalista Yurii Doroshenko argumentou que o movimento enfrentou o declínio face ao seu foco no idealismo e à falta de posições claras, bem como ao declínio geral da política ideológica na Europa como um todo. Doroshenko também apontou a fragmentação da nacional-democracia na política eleitoral como auto-prejudicial, apontando para o fato de que a presença de três candidatos nacionais-democrats separados (Viacheslav Chornovil, Levko Lukianenko e Ihor Yukhnovskyi) nas eleições presidenciais ucranianas de 1991 ajudou a trazer a vitória de Leonid Kravchuk.
Kravchuk inicialmente procurou o apoio dos nacionais-democratas ao seu governo, mas as tentativas foram rejeitadas por muitas das vozes mais radicais do movimento, como Chornovil, que não tinha intenção de trabalhar com um ex-político comunista. Pragmáticos como Ivan Drach, Mykhailo Horyn e Volodymyr Yavorivsky (entre outros) formaram o Congresso das Forças Nacionais-Democratas em um esforço para apoiar ainda mais Kravchuk. Após a vitória do "diretor vermelho" Leonid Kuchma nas eleições presidenciais ucranianas de 1994, no entanto, Chornovil originalmente lutou para manter a relevância trabalhando ao lado de Kuchma como "oposição construtiva". Apesar disso, Kuchma trabalhou ativamente contra os nacionais-democratas, explorando as divisões entre Rukh e outros partidos nacionalistas, como o Congresso dos Nacionalistas Ucranianos e o Partido Republicano Ucraniano em benefício do Partido Comunista da Ucrânia durante as eleições parlamentares ucranianas de 1998.
Em 25 de março de 1999, Chornovil morreu em um acidente de carro. Após sua morte, Rukh gradualmente perdeu grande parte de sua influência. As eleições presidenciais ucranianas de 1999, em que Chornovil era considerado um forte concorrente, em vez disso, resultaram numa disputa entre Kuchma e o líder comunista Petro Symonenko.

### 1999–presente
Viktor Yushchenko tornou-se um dos dois líderes do movimento nacional-democrata após a morte de Chornovil, ao lado Iúlia Timochenko. No entanto, grande parte do movimento desde 2000 foi desgastado por lutas internas e cooperação tímida. Yushchenko, que serviu como primeiro-ministro sob Kuchma de 1999 a 2001, liderou a ala pragmática do movimento, que procurava comprometer-se com o Governo Kuchma e com os membros da oligarquia, a fim de manter a estabilidade política. Muitos pragmáticos também eram empresários que preferiam evitar a oposição ao governo, já que os negócios e a política estavam intimamente interligados. Por outro lado, Timochenko liderou a ala mais radical e ideologicamente orientada do movimento, que estava mais disposta a trabalhar com partidos populistas contra a oligarquia.
Durante o escândalo Kuchmagate, Yushchenko e os pragmáticos do movimento descreveram a oposição anti-Kuchma como "politicamente destrutiva" e "extremista", e recusaram-se a opor-se abertamente ao presidente, mesmo quando ele foi destituído do cargo de primeiro-ministro em abril de 2001 através das maquinações de Kuchma. Em novembro de 2001, Yushchenko afirmou que seu Nossa Ucrânia, uma aliança eleitoral de partidos nacionais-democratas pragmáticos, ofereceria a Kuchma "críticas construtivas de um bloco com uma posição patriótica".
O Nossa Ucrânia emergiu como a maior facção do Verkhovna Rada (parlamento ucraniano) com 113 assentos nas eleições parlamentares ucranianas de 2002, seguido pelo Bloco Iúlia Timochenko com 22 lugares. Antes e depois das eleições, vários políticos pró-governo, inclusive Petro Poroshenko e Ivan Plyushch, desertou para o Nossa Ucrânia. Imediatamente após a eleição, Yushchenko e o Nossa Ucrânia procuraram formar uma coalizão pró-presidencial com partidos centristas antes de se juntarem aos protestos anti-Kuchma Levante-se, Ucrânia!, que viram ambas as alas do movimento se unirem contra Kuchma.
Yushchenko foi escolhido como candidato da coalizão Poder Popular entre o Nossa Ucrânia e o Bloco Iúlia Timochenko para as eleições presidenciais ucranianas de 2004, que ele ganhou depois que a Revolução Laranja forçou uma repetição do segundo turno após alegações de fraude eleitoral. Timochenko foi nomeada primeira-ministra por Yushchenko e liderou um governo "laranja" com o Nossa Ucrânia, o Bloco Iúlia Timochenko e o Partido Socialista. No entanto, o conflito renovado entre as alas pragmática e ideológica do movimento fez Timochenko ser demitida do cargo de primeira-ministra em setembro de 2005, e o Bloco Iúlia Timochenko entrou em oposição. Yuriy Yekhanurov foi nomeado seu substituto com o apoio do Partido das Regiões, um partido anteriormente alinhado com Kuchma durante sua presidência.
Nas eleições parlamentares ucranianas de 2006, o Bloco Iúlia Timochenko tornou-se a maior força política nacional-democrata, com 107 assentos, seguido pelo Nossa Ucrânia com 81 assentos. As negociações para a reformação da "coligação laranja" fracassaram devido ao conflito entre as três partes. Em vez disso, o governo de unidade foi formado entre o Partido das Regiões, os partidários socialistas, os partidários comunistas e o Nossa Ucrânia com a assinatura do Universal da Unidade Nacional, e Viktor Yanukovych foi nomeado primeiro-ministro. O aumento das tensões entre Yanukovych e Yushchenko em 2007 resultou em uma crise política e uma eleição antecipada, onde o Bloco Iúlia Timochenko conquistou 156 assentos contra os 72 assentos do Nossa Ucrânia. Na sequência, as duas alas do movimento nacional-democrata uniram-se para formar um novo governo com Timochenko como primeira-ministra. No entanto, o Governo Timochenko foi consistentemente minado pela administração presidencial durante o seu mandato; o veto presidencial foi usado para impedir mais de uma centena de resoluções governamentais, cinco vezes mais do que Kuchma tinha feito durante os seus dez anos como presidente. Em 2008, a administração presidencial divulgou um dossiê que supostamente documentava a "traição" de Timochenko, e tanto Yushchenko quanto Yekhanurov testemunhariam em futuros julgamentos criminais contra Timochenko, levando à sua condenação em 2011, quando ela foi condenada a sete anos de prisão.
A popularidade de Yushchenko caiu para um dígito na época das eleições presidenciais ucranianas de 2010, nas qual recebeu 5,5% dos votos. No segundo turno, ele instou os eleitores a não votarem em Timochenko ou Yanukovych. Timochenko perdeu para Yanukovych no segundo turno, obtendo 46,03% contra 49,55%.

Nas eleições presidenciais antecipadas de 2014, Petro Poroshenko apresentou-se como descendente político do movimento nacional-democrata das décadas de 1990 e 2000 e foi eleito presidente. Porém, ele perdeu sua candidatura à reeleição nas eleições presidenciais ucranianas de 2019.